# محبة نفس الجنس
محبة نفس الجنس (بالإنجليزية: Same-gender-loving)‏ وتُعرف اختصارا بـ SGL نسبة إلى الحروف الأولى من التسمية الإنجليزية، هو مصطلح ابتكره أمريكيون أفارقة وزاد الحديث عنه والبحث عن معناه عندما استخدمه الناشط كليو مانغو، حيث وصف به المثليين وثنائيي الجنس في المجتمع الأميركي الأفريقي. يُشار إلى أن هذا المصطلح ظهر في أوائل 1990، ويؤكد على الثقافة الأفريقية الأمريكية بخصوص موضوع الهوية الجنسية المثلية.
تم تكييف المصطلح واستعماله بشكل كبير في أفريقيا، حيث بات مقابل مثلية الجنس والتي تُستعمل كثيرا في قارة أوروبا، أما اليوم فالمصطلح يُستعمل على نطاق واسع في معظم الدول الأفريقية (باستثناء شمالها) ويُستعمل أيضا في أوساط تلك الشعوب المنحدرة من أصل أفريقي. لكن الأمر «الغريب» الذي رافق هذا المصطلح هو الإيجابية التي يحملها معه مُقارنة بباقي المصطلحات التي تُشير إلى المثلية والتي عادة ما يُصاحبها الاشمئزاز والنفير.
في دراسة أجريت في عام 2004 من قبل رجال أميركيين أفارقة معظمهم مثليي جنس سود المنظمات أكدوا على أن 12% من الأفارقة يحبون نفس الجنس، في حين أن 53% يعرفون هذا المفهوم ويستطيعون التمييز بينه وبين مثليي الجنس. هذا وتجدر الإشارة إلى أن الرجال مثليي الجنس السود يُعانون من الاضطهاد والقمع وكتعبير عن دعمهم وإعادة الثقة لهم تقوم تسع مدن في الولايات المتحدة بتنيظم مهرجانات تكاد تكون ضخمة للاحتفاء بهم والبرهنة لهم على أنهم ليسوا وحيدين. وفي دراسة أخرى أُجريت عام 2000، وجدت أن 10% فقط هم من يحبون نفس الجنس، بينما 66% يستطيعون التمييز بين المفهومين و14% آخرين يشعرون أنهم مزدوجي الميول الجنسي. وتُشير الدراسات الأخيرة إلى أن الشباب الأميركيين الأفارقة هم أقل عُرضة لتسميتهم بمثليي الجنس أو المتحولون جنسيا مُقارنة بنفس الشباب من أوروبا.
يجري الاعتراف ببطئ بمصطلح محبة نفس الجنس. في الفترة الحالية تُشير الكلمة للمثليين السود أو لمزدوجي الميول الجنسي من أفريقيا، ولا زال أصل الكلمة غير معروف على الرغم من أنه شائع ومُتداول بكثرة خاصة في المناقشات عبر وسائل التواصل الاجتماعي وكذلك في المناظرات التي ثُبت على شاشات التلفاز.